# Ferrocarrils de via estreta del Harz

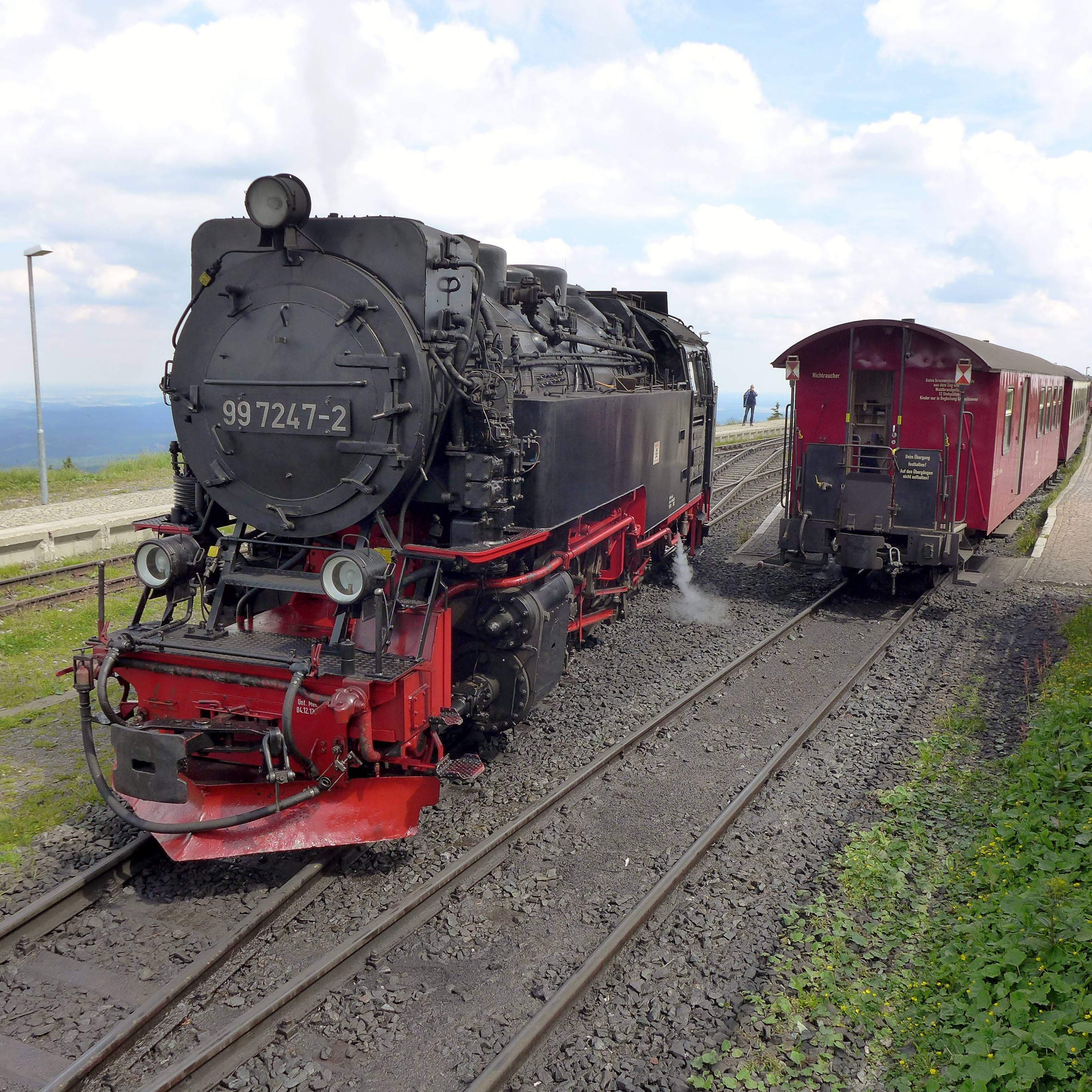
Locomotora de vapor 99 7247 al cim del Brocken

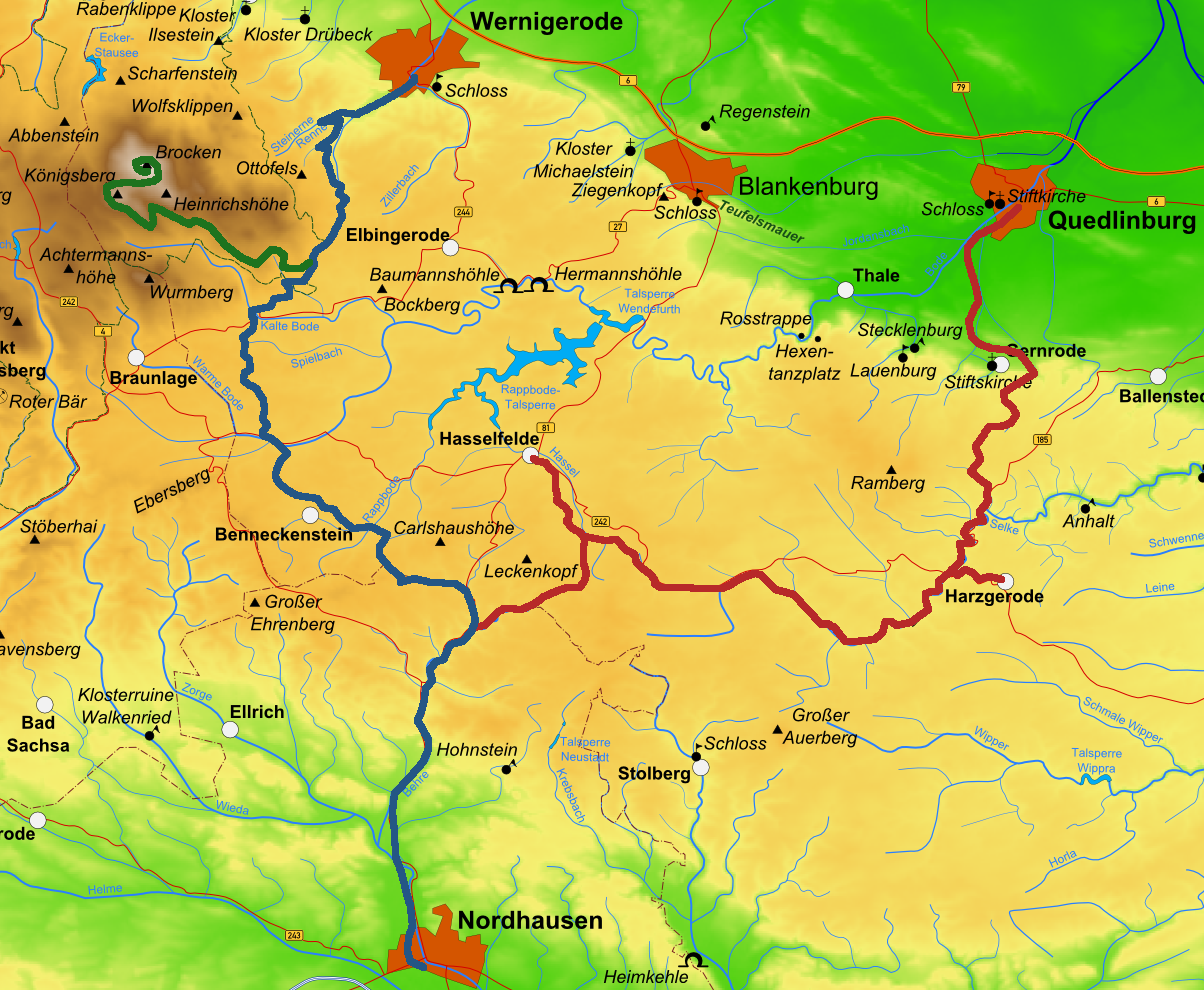
Mapa de la xarxa del HSB

Els Ferrocarrils de via estreta del Harz (en alemany: Harzer Schmalspurbahnen) o HSB és una xarxa de ferrocarrils de via mètrica en les muntanyes del Harz, en l'Alemanya central (anteriorment Alemanya de l'Est).
Connecta les ciutats principals de Wernigerode, Nordhausen i Quedlinburg i diverses ciutats més petites en l'àrea amb aproximadament 140 quilòmetres de via, de la qual molta te poca pendent i és pintoresca. La destinació més popular en la xarxa és el Brocken, un vell lloc soviètic de vigilància sobre el cim més alt de les muntanyes del Harz, al qual s'acceceis mitjançant una línia de ferrocarril en espiral, el ferrocarril del Brocken. És notable advertir que en aquest ferrocarril un nombre significatiu dels seus trens tenen tracció a vapor, majoritàriament emprant antigues locomotores tanc 2-10-2 dels anys 50, traccionant cotxes de plataforma oberta de bogies. La xarxa actualment està controlada pel Harzer Schmalspurbahnen GmbH, els membres del qual són principalment les diverses autoritats locals dels territoris a les quals serveix.

## Els precursors
Avui dia la xarxa de via estreta és el resultat de la fusió de línies de ferrocarrils que originalment estaven separades que van pertànyer a dos empreses de ferrocarrils diferentes:
En 1887 es va obrir la primera línia de via estreta del Harz que anava des de Gernrode a Mägdesprung. Era propietat de la Companyia de Ferrocarril Gernrode-Harzgerode (Gernrode-Harzgeroder Eisenbahn-Gesellschaft) o GHE. En els anys que van seguir, la línia va ser estesa i es va ampliar la xarxa. La xarxa de GHE va incloure les línies de ferrocarril de Gernrode a Harzgerode, Hasselfelde i Eisfelder Talmühle. Ja que una secció de la línia seguia una part de la vall del Selke, un riu petit, també ha estat nomenatFerrocarril de la Vall del Selke (Selketalbahn). Un altre sobrenom era el Ferrocarril del Alto Harz (Anhaltische Harzbahn).
En 1896 una segona empresa de ferrocarril va ser introduïda en el registre comercial que va voler construir un ferrocarril de via estreta a través del Harz. El 22 de desembre de 1898 la Companyia de ferrocarril Nordhausen-Wernigerode (Nordhausen-Wernigeroder Eisenbahn-Gesellschaft) o NWE va obrir serveis especials en la línia de Wernigerode al Brocken (Ferrocarril del Brocken). El también llamdo Ferrocarril del Harz (Harzquerbahn) de Wernigerode via Drei Annen Hohne aNordhausen va ser obert totalment al trànsit el 27 de març de 1899.
Després de la Segona Guerra Mundial la xarxa sencera va caure dins de la Zona soviètica d'Ocupació, més tard Alemanya De l'est. El GHE i NWE van ser subordinats a la Deutsche Reichsbahn a partir de l'1 d'abril de 1949.

## El període d'HSB
L'1 de febrer de 1993 l'empresa de ferrocarril privada, Harzer Schmalspurbahnen GmbH (HSB) es va fer càrrec de tot el material, línies, personal, etc., de la Deutsche Reichsbahn i des de llavors ha actuat com a empresa operadora (EVU) i com empresa d'infraestructura del ferrocarril (EIU). Els accionistes en els HSB són els districtes de Harz i Nordhausen, les comunes que hi ha al llarg de les línies de ferrocarril, la ciutat de Quedlinburg, el municipi de Tanne i l'empresa de balneari de Braunlage. La seva central està a Wernigerode, on es localitzen els seus tallers i dipòsit de locomotores. Avui l'HSB té la xarxa més llarga dùn sol tren de via estreta dins d'Alemanya amb una longitud total de 140.4 km, 44 estacions i baixadors.

## Línies
La xarxa pot ser dividida en tres ferrocarrils principals, els quals estan interconnectats: 
- El Ferrocarril del Harz, el ferrocarril que interconnecta la xarxa, comença a Wernigerode (la seu de la xarxa) cap al sud a Nordhausen, la ciutat més gran en la regió,
- El ramal que parteix de Drei Annen Hohne, anomenat Ferrocarril del Brocken, que puja fins al cim del Brocken, i
- El Ferrocarril de la Vall del Selke que enllaça el ferrocarril del Harz a Eisfelder Talmühle amb Quedlinburg, amb ramals per servir Hasselfelde i Harzgerode.

## Material rodant
La xarxa és notable pel seu ús significatiu de locomotores de vapor. Això és principalment arran de manca d'inversió durant el període la línia era propietat de la Deutsche Reichsbahn, entre 1945 i 1993. El puntal de la flota de locomotora del vapor és una flota de 17 locomotores tanc de disposició d'eixos 2-10-2, construïdes en els anys 50 (a part del prototipus), tot i que diversos tipus més vells queden, incloent quatre Mallets 0-4-4-0 T (locomotores compound articulades). Les locomotores de vapor són assistides per una flota d'automotors dièsel que operen a un grau més gran o menor damunt més línies per a suplementar els serveis de vapor en benefici de la població local.